# Joseph Lelyveld
Joseph Lelyveld (Cincinnati, Ohio; 5 de abril de 1937-5 de enero de 2024) fue un periodista y escritor estadounidense ganador del Premio Pulitzer y un habitual colaborador del New York Review of Books. 

## Trayectoria
Fue hijo del líder del Judaísmo reformado Arthur Lelyveld.
Fue editor ejecutivo del New York Times desde 1994 hasta 2001, y editor ejecutivo interino en 2003 tras la dimisión de Howell Raines. Fue redactor jefe de Times.
Trabajó 40 años para el New York Times, comenzó en 1962. Se graduó en el Harvard College en 1958, realizó un máster en la Columbia School of Journalism en 1960, y un Programa Fulbright.  En Times, pasó de ser un corrector de textos a corresponsal en solo tres años. 

## Premios
Ganó una Beca Guggenheim.
Siendo reportero del NY Times, recibió en 1971 Premio George Polk al Reportaje Educativo y en 1983 al Reportaje Extranjero.
Entre sus libros destacan Move Your Shadow: South Africa, Black and White, basado en su experiencia como reportero en Johannesburgo, Sudáfrica, en las décadas de 1960s y 1980s. Esta obra le valió el Pulitzer Prize for General Non-Fiction en 1986.
El CUNY Graduate Center le concedió un doctorado honoris causa (Doctor en Letras Humanas) en el acto de graduación de 2007.[cita requerida]